# Фонвизин, Иван Андреевич
Ива́н Андре́евич Фонви́зин (1705—1786, д. Марьино, Бронницкий уезд, Московская губерния) — статский советник (с 1783). В 1766 году — надворный советник, член Государственной ревизион-коллегии. Отец русского писателя-драматурга Дениса Ивановича Фонвизина. Иван Андреевич был первый в роду Фонвизиных, начавший из патриотических и русофильских побуждений писать свою фамилию именно как «Фонвизин», а не как фон Визен или фон-Визен. По другим данным, написание фамилии в одно слово окончательно устоялось лишь в середине XIX века.

## Биография
Происходил из лифляндского рыцарского рода Фонвизиных, выехавшего в Москву в XVI веке и со временем полностью обрусевшего. Фонвизины выдвинулись на военной службе при Петре I. И сам Иван Андреевич Фонвизин был человеком петровской закалки, энергичным. Он начал военную службу во время русско-шведской войны, любил чтение, книги, и с ранних лет пристрастил к ним своих детей, которые все оказались в той или иной степени связанными с литературой, особенно его сын — русский писатель-драматург Денис Иванович Фонвизин, который первоначальное своё образование получил именно под руководством отца (позже многие черты отца Денис Иванович отобразит в своём любимом герое «Стародуме» в своём произведении «Недоросль»). 
Своего сына, Дениса, Иван Андреевич учил грамоте с 4 лет. В 1755 году был основан Московский университет, и отец отдал сына в университетскую гимназию. Таким образом, Д. И. Фонвизин, благодаря заботам отца, был одним из первых, вместе с Потёмкиным и другими прославившимися впоследствии «орлами» Екатерины II, учившихся в гимназии и в самом университете. Параллельно с учёбой шло воспитание. Вот как он отзывался о своём отце:

«Отец мой любил правду, никаких никогда подарков не принимал. С людьми своими обходился с кротостью, но невзирая на сие, в доме нашем дурных людей не было. Сие доказывает, что побои не есть средство к исправлению людей.»

Уже в детские годы юный Денис Иванович получил первые уроки непримиримого отношения к подхалимству и взяточничеству от своего отца, Ивана Андреевича Фонвизина.

«Государь мой, — говорил он приносителю подарков, — сахарная голова не есть резон для обвинения вашего соперника: извольте её отнести назад, а принесите законное доказательство вашего права…»

Впрочем, эта неподкупная честность не способствовала его продвижению в карьере чиновника. Несмотря на то, что он прожил 80 лет, он так и не достиг высокого чина.

«И память о его существовании и его благородной жизни никогда не перешла бы за пределы семейного родового круга, если бы в 1744 году не даровал ему Бог сына, которому суждено было прославиться в литературе и тем самым занести имя Фонвизиных в страницы русской истории. Сыну этому дали при крещении имя Денис», — писал один из первых биографов Фонвизина П. А. Вяземский.

У Ивана Андреевича было восемь детей, воспитанию которых посвятила свою жизнь его любимая жена, Екатерина Васильевна Дмитриева-Мамонова -

«жена добродетельная, мать чадолюбивая, хозяйка благоразумная и госпожа великодушная». «…Я наследовал от отца моего как вспыльчивость, так и непамятозлобие, от матери головную боль, которою она всю жизнь страдала» , — писал Д. И. Фонвизин.

Ещё одно качество Иван Андреевич постарался передать своим детям — нетерпимость к злу и насилию. Выйдя в отставку с военной службы в 1762 году, он  служил в Государственной ревизион-коллегии. Был человеком бескорыстным и прямым и не терпел лжи.

«ненавидел лихоимства и, быв в таких местах, где люди наживаются, никаких никогда подарков не принимал»

В 1750 году Иван Андреевич купил небольшой участок земли на берегу Волги, недалеко от города Калязина, Калязинского уезда и сделался основателем усадьбы Ново-Окатово. На приобретённой земле был построен обширный деревянный дом и разбит парк из липовых деревьев. Новая усадьба была названа «Сельцо Новое», а позднее, слившись с деревней Окатово, получило название «Ново-Окатово». Ныне на её месте расположен дом отдыха «Фонвизино».

## Семья
Жена (с 1741 года) — Екатерина Васильевна Дмитриева-Мамонова (1718— ?), родная тётка известного любимца Екатерины II графа Александра Матвеевича Дмитриева-Мамонова; дочь адмирала Василия Афанасьевича Дмитриева-Мамонова и Грушецкой (дочь боярина и стольника Михаила Фокича Грушецкого — двоюродного брата царицы Агафьи Грушецкой). Дети:
1. Феодосия Ивановна (1743—10.12.1815)[10], муж премьер-майор Василий Алексеевич Аргамаков. Их сын — Иван — генерал-майор, военачальник эпохи наполеоновских войн.
2. Денис Иванович (1744—1792) — русский писатель, драматург, статский советник;
3. Павел Иванович (1746—1803) — действительный статский советник, пятый директор Московского университета (1784—1796), сенатор. Вторая жена — Мария Васильевна Толстая;
4. Марфа Ивановна (р. 1747);
5. Анна Ивановна (р. 1748);
6. Александр Иванович (1749—1819) — подполковник. Женат на Екатерине Михайловне (1750—26.03.1823). Сыновья — Михаил (1787—1854), генерал-майор, декабрист; и Иван (1789—1853), полковник.
7. Екатерина Ивановна (р. 1756);
8. Пётр Иванович (р. 1760);